# 舜 (焉耆)
舜（?—?），东汉时焉耆王。
焉耆在两汉之际依靠匈奴，反叛汉朝。13年，焉耆国首先背叛，杀死了新朝西域都护但钦。45年，莎车王贤兼并西域，不断进攻邻国，焉耆国和车师前王国、鄯善国等十八国，派王子到洛阳，请求汉朝再派西域都护。刘秀因中原刚刚安定，没有同意。73年，班超出使西域，75年，焉耆王舜和儿子忠联合龟兹进攻东汉西域都护陈睦，陈睦全军覆没。围攻疏勒，在耿恭的坚持下守住疏勒。94年，西域都护班超征发龟兹、鄯善等八国，共七万余军队，讨平焉耆。

## 子
忠，舜的儿子，随父反汉